# Iraniaster
Iraniaster is een geslacht van uitgestorven zee-egels uit de familie Somaliasteridae.

## Soorten
- Iraniaster Morgani Cotteau & Gauthier, 1895 † Campanien-Maastrichtien, Iran.
- Iraniaster omanensis Jeffery, 1999 † Maastrichtien van Oman.
- Iraniaster affinimorgani Kier, 1972 † Boven-Campanien, Arabisch Schiereiland.
- Iraniaster affinidouvillei Kier, 1972 † Boven-Campanien, Arabisch Schiereiland.
- Iraniaster bowersi Kier, 1972 † Boven-Campanien, Arabisch Schiereiland.